# Madeleine Carroll
Pour les articles homonymes, voir Carroll.
Madeleine Carroll (née le 26 février 1906 à West Bromwich en Angleterre et décédée le 2 octobre 1987 Marbella en Espagne est une actrice britannique populaire dans les années 1930 et 1940.

## Biographie
Née Marie-Madeleine Bernadette O'Carroll, elle est la fille de John Carroll, un Irlandais, professeur de langues, et d'Hélène de Rosière Tuaillon, son épouse française.
Elle se lance dans le théâtre avant de se faire remarquer au cinéma dans I Was a Spy de Victor Saville, en 1933.
Un an après Les 39 Marches, elle retrouve Alfred Hitchcock dans Quatre de l'espionnage.
Engagée à Hollywood par la 20th Century-Fox, elle tourne dans quelques bons films d'aventures comme Le général est mort à l'aube de Lewis Milestone en 1936 ou Le Prisonnier de Zenda de John Cromwell en 1937. Mais les six comédies qu'elle interprète sous la direction d'Edward H. Griffith feront pâlir son étoile.
Son dernier film d'importance est The Fan d'Otto Preminger en 1949.
Pendant le tournage de Le Monde en marche, elle a une liaison avec John Ford. Elle est mariée quatre fois : au colonel Philipp Astley de 1931 à 1939, à Sterling Hayden de 1942 à 1946, au producteur français Henri Lavorel de 1946 à 1949 et au journaliste américain Andrew Haiskell de 1950 à 1965. Elle meurt à Marbella en 1987.

## Filmographie partielle

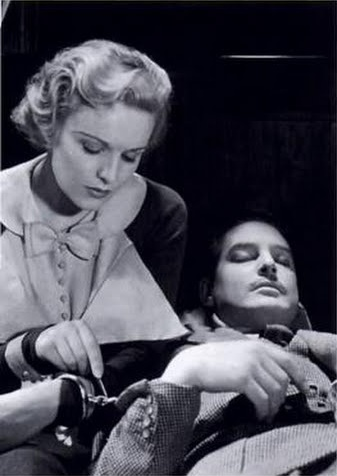
Dans Les 39 marches (The 39 Steps) d'Alfred Hitchcock.

- 1928 : Guns of Loos de Sinclair Hill
- 1928 : What Money Can Buy de Edwin Greenwood
- 1928 : Le lien brisé (The First Born) de Miles Mander
- 1928 : Pas si bête d'André Berthomieu
- 1929 : Atlantic d'Ewald André Dupont
- 1930 : Escape de Basil Dean
- 1930 : School for Scandal, de Maurice Elvey
- 1933 : Sleeping Car d'Anatole Litvak
- 1933 : J'étais une espionne (I Was a Spy) de Victor Saville
- 1934 : Le Monde en marche (The World Moves On) de John Ford
- 1935 : Les 39 marches (The 39 Steps) d'Alfred Hitchcock
- 1936 : The Case Against Mrs Ames de William A. Seiter
- 1936 : Quatre de l'espionnage (Secret Agent) d'Alfred Hitchcock
- 1936 : Le général est mort à l'aube (The General Died at Dawn) de Lewis Milestone
- 1936 : Le Pacte (Lloyd's of London) de Henry King
- 1937 : Sur l'avenue (On the Avenue) de Roy Del Ruth
- 1937 : It's All Yours de Elliott Nugent
- 1937 : Le Prisonnier de Zenda (The Prisoner of Zenda) de John Cromwell
- 1938 : Blocus (Blockade) de William Dieterle
- 1939 : Femme du monde (Cafe Society) d'Edward H. Griffith
- 1939 : Lune de miel à Bali (Honeymoon in Bali) d'Edward H. Griffith
- 1939 : My Son, My Son ! de Charles Vidor
- 1940 : Safari d'Edward H. Griffith
- 1940 : Les Tuniques écarlates (North West Mounted Police) de Cecil B. DeMille
- 1941 : Virginia d'Edward H. Griffith
- 1941 : Sous le ciel de Polynésie (Bahama Passage) d'Edward H. Griffith
- 1941 : Une nuit à Lisbonne (One Night in Lisbon) d'Edward H. Griffith
- 1942 : La Blonde de mes rêves (My Favorite Blonde) de Sidney Lanfield
- 1948 : Tous les maris mentent (An Innocent Affair) de Lloyd Bacon : Vincent Doane
- 1949 : L'Éventail de Lady Windermere (The Fan) d'Otto Preminger